# Кодри
Кодри́ (фр. Caudry) — коммуна во Франции, регион О-де-Франс, департамент Нор, центр одноименного кантона. Расположена в 62 км от Лилля и 30 км от Валансьена, в 27 км от национальной автомагистрали А26. В 2 км к югу от центра коммуны находится железнодорожная станция Кодри линии Бюзиньи-Сомен.
Население (2017) — 14 591 человек.

## История
По легенде, в Средние Века Макселенда, дочь владельца Кодри, была заколота неким Ардюеном д’Амервалем 13 ноября 670 года после того, как она отвергла его ухаживания. Вскоре после этого Ардюен ослеп. Однако зрение вернулось к нему, когда во время церемонии обретения мощей ему явилось тело его жертвы. С тех пор Макселенда является святой покровительницей города Кодри, а также слепых и слабовидящих людей.
C середины XIX века Кодри стал специализироваться в производстве тюля и кружев. В 1826 году в Кодри был смонтирован первый ткацкий станок, собранный из вывезенных контрабандой из Англии деталей. К 1913 году в городе уже было 650 ткацких станков, на которых работало несколько тысяч человек. Население Кодри выросло с 1 тыс. человек в 1804 году до 13,5 тысяч человек в 1911 году.

## Достопримечательности
- Базилика Святой Макселенды конца XIX века в неоготическом стиле с 75-метровой колокольней
- В настоящее время Кодри является одним из двух городов Франции, вместе с Кале, где производятся кружева. В центре города был открыт музей кружев.

## Экономика
Структура занятости населения:
- сельское хозяйство — 0,2 %
- промышленность — 28,2 %
- строительство — 4,1 %
- торговля, транспорт и сфера услуг — 37,8 %
- государственные и муниципальные службы — 29,7 %

Уровень безработицы (2017) — 28,7 % (Франция в целом — 13,4 %, департамент Нор — 17,6 %). 

Среднегодовой доход на 1 человека, евро (2017) — 16 300 (Франция в целом — 21 110, департамент Нор — 19 490).

## Демография
Динамика численности населения, чел.

## Администрация
Пост мэра Кодри с 2017 года возглавляет Фредерик Брику (Frédéric Bricout). На муниципальных выборах 2020 года возглавляемый им правый список победил в 1-м туре, получив 64,48 % голосов.
| Период | Период | Фамилия         | Партия                                                              | Примечания                                                                                      |
| ------ | ------ | --------------- | ------------------------------------------------------------------- | ----------------------------------------------------------------------------------------------- |
| 1965   | 1983   | Анри Лефевр     | Французская секция Рабочего интернационала, Социалистическая партия | учитель, член Генерального совета департамента                                                  |
| 1983   | 1989   | Поль Моро       | Социалистическая партия                                             | инспектор почтовой службы, член Генерального совета департамента депутат Национального собрания |
| 1989   | 1995   | Жак Варен       | Социалистическая партия                                             | инспектор по делам молодежи и спорта, член Генерального совета департамента                     |
| 1995   | 2017   | Ги Брику        | Разные правые, Союз демократов и независимых                        | начальник отделения налоговой службы, член Совета департамента, депутат Национального собрания  |
| 2017   |        | Фредерик Борику | Разные правые                                                       | директор учебного центра                                                                        |

## Города-побратимы
- Кольфонтэн, Бельгия
- Ведель, Германия

## Галерея

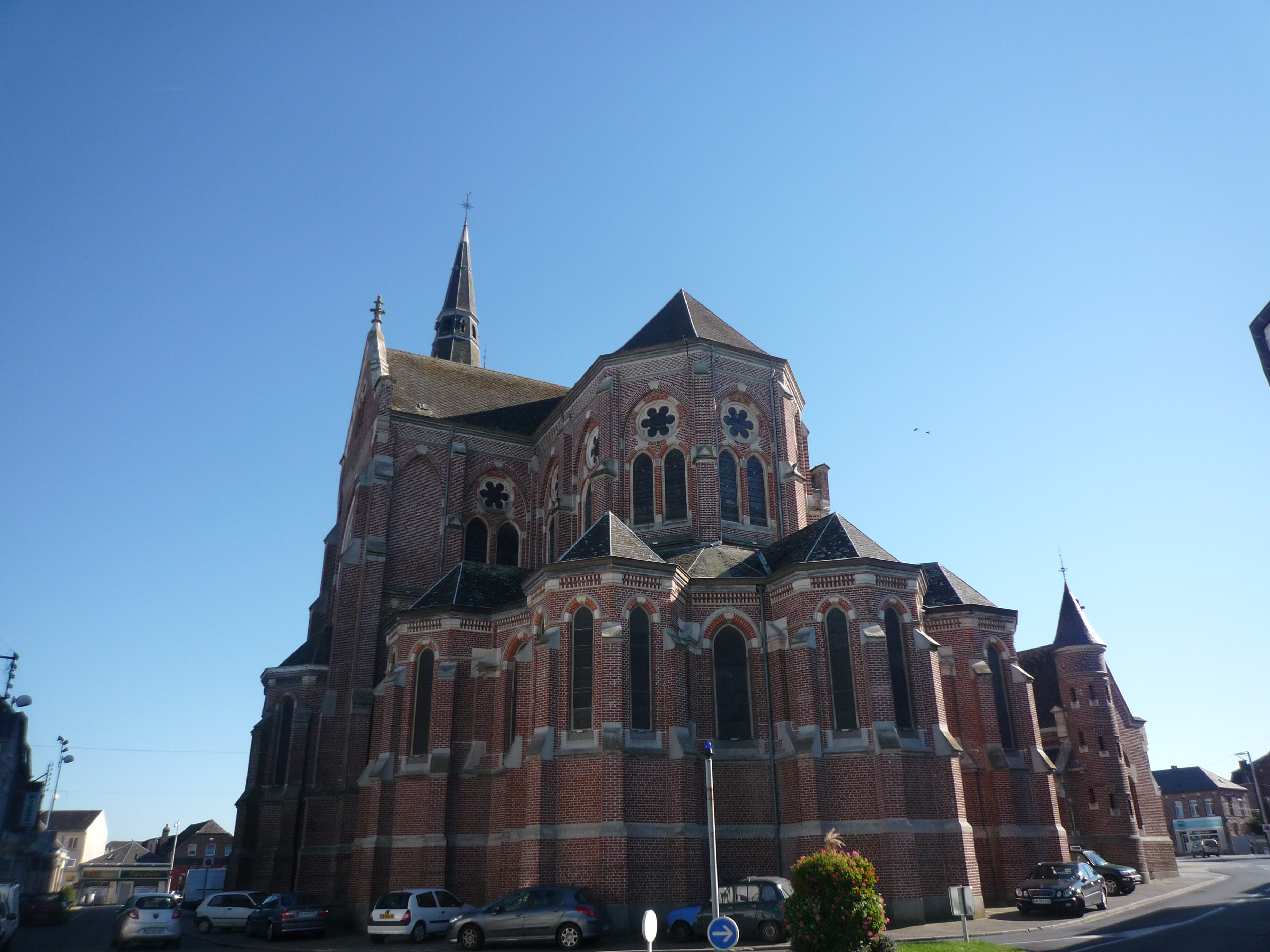
Базилика Святой Макселенды
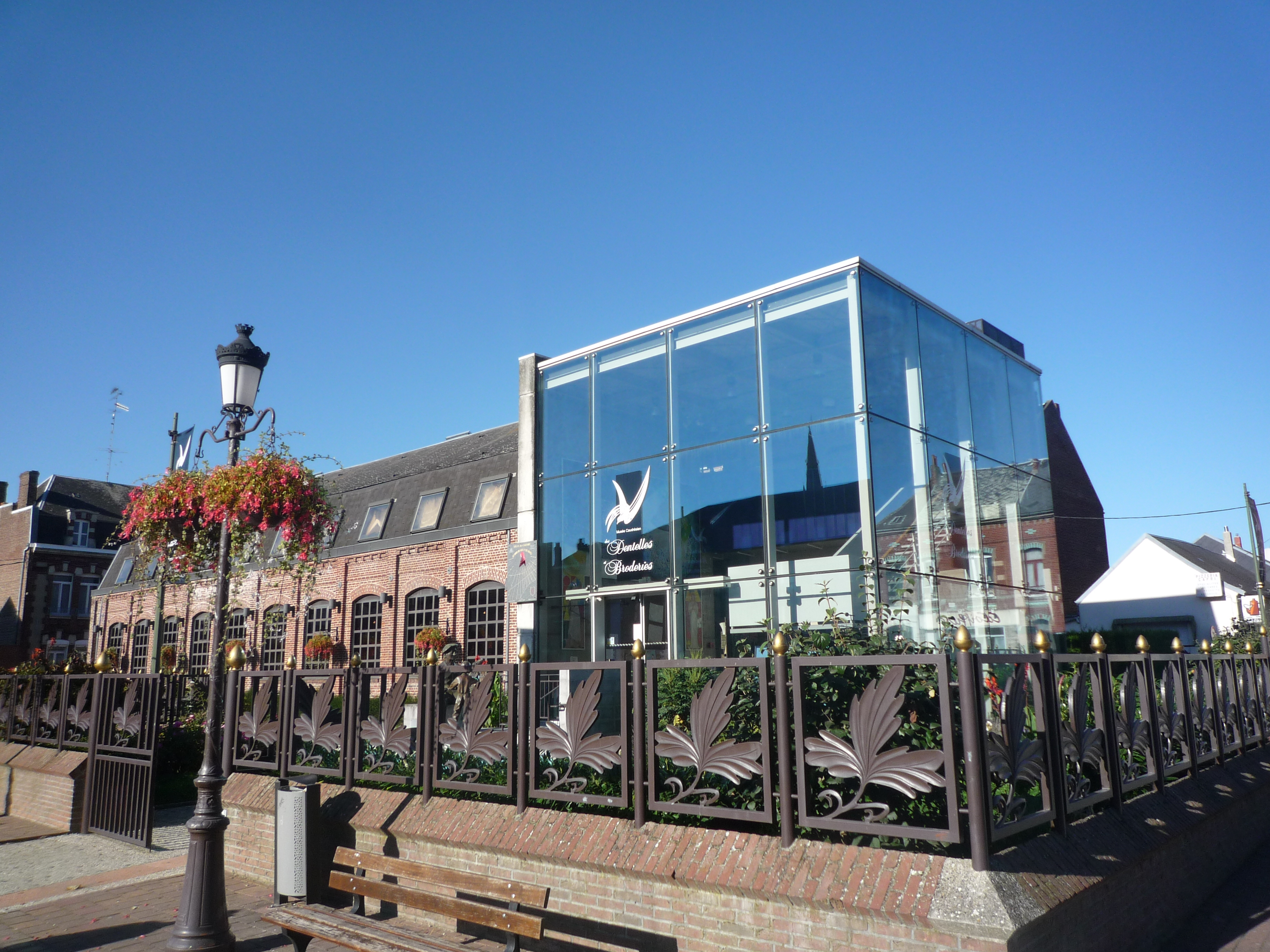
Музей кружев
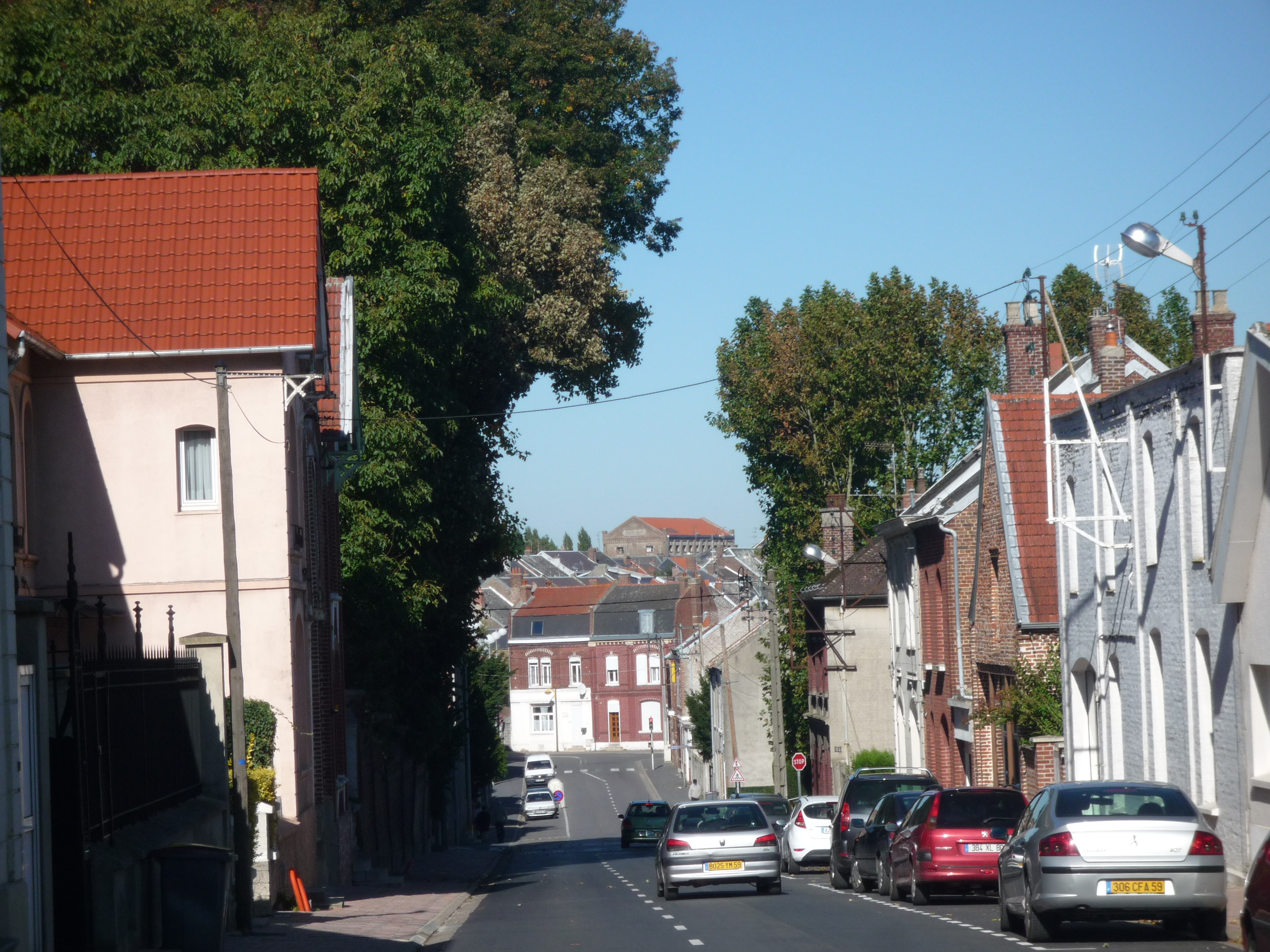
Улица Кодри
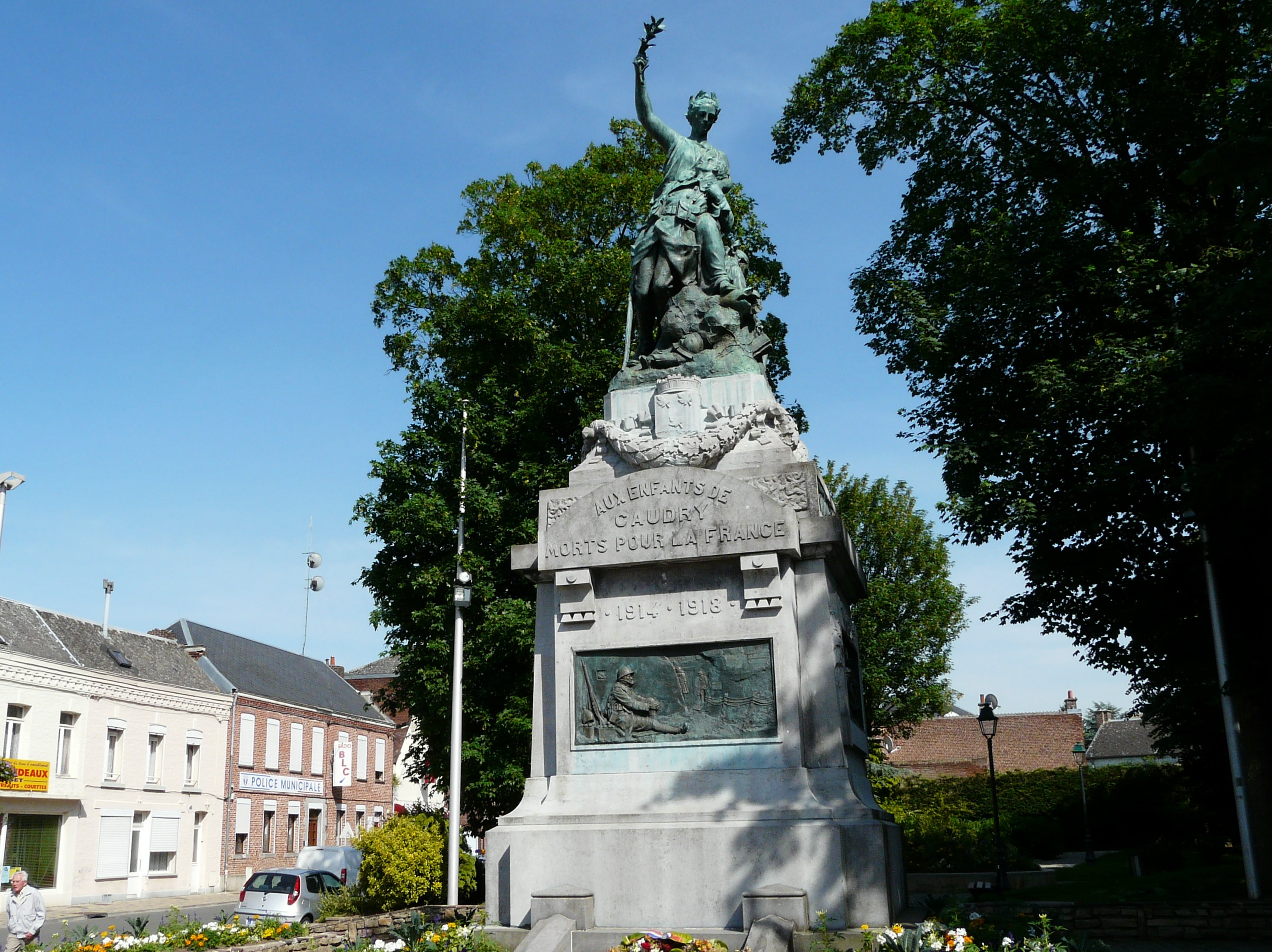
Памятник павшим в Первой мировой войне

1. 1 2  база данных о французских коммунах — Национальный географический институт Франции, 2015.